# Campeonato Uruguaio de Futebol de 2014–15
A Primera División Profesional de 2014–15 ou Campeonato Uruguaio de 1ª Divisão Profissional de 2014–15, também conhecida comercialmente como Torneo Uruguayo Copa Coca-Cola 2014–15, foi a 111ª edição da primeira divisão do futebol uruguaio organizada pela Associação Uruguaia de Futebol (AUF) e a 84ª temporada de caráter profissional.
A competição começou a ser disputada em 16 de agosto de 2014 e terminou em 14 de junho de 2015. O Torneo Apertura recebeu o nome de "100 anos do Rampla Juniors", enquanto o Clausura foi batizado de "100 anos do Liverpool Fútbol Club".
O campeão foi o Nacional, após derrotar o Peñarol na semifinal. Como o Nacional também terminou na liderança da classificação geral, não houve necessidade de jogo final.

## Regulamento
Os 16 times participantes disputarão dois torneios, Apertura e Clausura. Ambos os torneios serão disputados no sistema todos contra todos (pontos corridos), em turno único. Também será elaborada uma Tabela Anual, calculada a partir da soma das pontuações dos dois torneios.

### Determinação do campeão uruguaio
Para determinar o time que será proclamado campeão da temporada, será disputada uma fase final, por sua vez, dividida em semifinal (em jogo único) e, se necessário, final (em dois jogos). Primeiro, será realizado um jogo entre os campeões dos torneios "curtos" (Apertura e Clausura). O vencedor dessa partida enfrentará o líder da Tabela Anual em uma final com jogos de ida e volta. O campeão será definido inicialmente por pontos no placar agregado, depois pelo saldo de gols e, caso a igualdade persista, haverá prorrogação e disputa por pênaltis.
Vale destacar algumas exceções ao cenário citado: se a mesma equipe vencer os torneios Apertura, Clausura e, consequentemente, o 1º lugar da Tabela Anual, ela será automaticamente declarada campeã uruguaia. Também será campeã automaticamente a equipe que vencer a semifinal sendo, ao mesmo tempo, a líder da Tabela Anual.

## Torneio Apertura

### Classificação doApertura
|    | Clube                | PTS | J  | V  | E | D  | GP | GC | SG  | Classificação          |
| -- | -------------------- | --- | -- | -- | - | -- | -- | -- | --- | ---------------------- |
| 1  | Nacional             | 42  | 15 | 14 | 0 | 1  | 34 | 7  | 27  | Fase final pelo título |
| 2  | Racing               | 32  | 15 | 10 | 2 | 3  | 32 | 26 | 6   |                        |
| 3  | Peñarol              | 25  | 15 | 7  | 4 | 4  | 28 | 16 | 12  |                        |
| 4  | River Plate          | 25  | 15 | 8  | 1 | 6  | 26 | 18 | 8   |                        |
| 5  | El Tanque Sisley     | 23  | 15 | 6  | 5 | 4  | 18 | 18 | 0   |                        |
| 6  | Defensor Sporting    | 21  | 15 | 6  | 3 | 6  | 28 | 22 | 6   |                        |
| 7  | Sud América          | 20  | 15 | 5  | 5 | 5  | 17 | 17 | 0   |                        |
| 8  | Juventud             | 20  | 15 | 6  | 2 | 7  | 21 | 22 | −1  |                        |
| 9  | Atenas de San Carlos | 20  | 15 | 6  | 2 | 7  | 20 | 22 | −2  |                        |
| 10 | Danubio              | 20  | 15 | 5  | 5 | 5  | 17 | 20 | −3  |                        |
| 11 | Rentistas            | 20  | 15 | 6  | 2 | 7  | 18 | 24 | −6  |                        |
| 12 | Wanderers            | 19  | 15 | 6  | 1 | 8  | 21 | 21 | 0   |                        |
| 13 | Fénix                | 17  | 15 | 5  | 2 | 8  | 20 | 26 | −6  |                        |
| 14 | Rampla Juniors       | 17  | 15 | 5  | 2 | 8  | 18 | 27 | −9  |                        |
| 15 | Cerro                | 11  | 15 | 3  | 2 | 10 | 11 | 32 | −21 |                        |
| 16 | Tacuarembó           | 7   | 15 | 1  | 4 | 10 | 17 | 28 | −11 |                        |

| Fonte: AUF (em castelhano) |

## Torneio Clausura

### Classificação doClausura
|    | Clube                | PTS | J  | V | E | D  | GP | GC | SG  | Classificação          |
| -- | -------------------- | --- | -- | - | - | -- | -- | -- | --- | ---------------------- |
| 1  | Peñarol              | 31  | 15 | 9 | 4 | 2  | 28 | 13 | 15  | Fase final pelo título |
| 2  | River Plate          | 29  | 15 | 9 | 2 | 4  | 30 | 17 | 13  |                        |
| 3  | Danubio              | 29  | 15 | 8 | 2 | 5  | 17 | 12 | 5   |                        |
| 4  | Defensor Sporting    | 27  | 15 | 7 | 6 | 2  | 20 | 16 | 4   |                        |
| 5  | Juventud             | 25  | 15 | 7 | 4 | 4  | 25 | 17 | 8   |                        |
| 6  | Tacuarembó           | 24  | 15 | 7 | 3 | 5  | 23 | 22 | 1   |                        |
| 7  | Cerro                | 23  | 15 | 7 | 3 | 5  | 21 | 23 | -2  |                        |
| 8  | Sud América          | 22  | 15 | 5 | 7 | 3  | 19 | 19 | 0   |                        |
| 9  | Nacional             | 21  | 15 | 6 | 3 | 6  | 24 | 21 | 3   |                        |
| 10 | Fénix                | 20  | 15 | 6 | 2 | 7  | 18 | 16 | 2   |                        |
| 11 | Wanderers            | 15  | 15 | 4 | 3 | 8  | 19 | 18 | 1   |                        |
| 12 | Atenas de San Carlos | 14  | 15 | 4 | 2 | 9  | 27 | 37 | −10 |                        |
| 13 | Rampla Juniors       | 14  | 15 | 4 | 2 | 9  | 18 | 28 | −10 |                        |
| 14 | Rentistas            | 14  | 15 | 4 | 2 | 9  | 16 | 27 | −11 |                        |
| 15 | El Tanque Sisley     | 13  | 15 | 4 | 4 | 7  | 17 | 25 | −8  |                        |
| 16 | Racing               | 13  | 15 | 4 | 1 | 10 | 17 | 28 | −11 |                        |

| Fonte: AUF (em castelhano) |

## Classificação geral (Tabela Anual)
|    | Clube                | PTS | J  | V  | E  | D  | GP | GC | SG  | Classificação                |
| -- | -------------------- | --- | -- | -- | -- | -- | -- | -- | --- | ---------------------------- |
| 1  | Nacional             | 63  | 30 | 20 | 3  | 7  | 58 | 28 | 30  | Libertadores e Sul-Americana |
| 2  | Peñarol              | 56  | 30 | 16 | 8  | 6  | 56 | 29 | 27  | Taça Libertadores            |
| 3  | River Plate          | 54  | 30 | 17 | 3  | 10 | 56 | 35 | 21  | Pré-Libertadores             |
| 4  | Danubio              | 49  | 30 | 13 | 7  | 10 | 34 | 32 | 2   | Copa Sul-Americana           |
| 5  | Defensor Sporting    | 48  | 30 | 13 | 9  | 8  | 48 | 38 | 10  | Copa Sul-Americana           |
| 6  | Juventud             | 45  | 30 | 13 | 6  | 11 | 46 | 39 | 7   | Copa Sul-Americana           |
| 7  | Racing               | 45  | 30 | 14 | 3  | 13 | 49 | 54 | −5  |                              |
| 8  | Sud América          | 42  | 30 | 10 | 12 | 8  | 36 | 36 | 0   |                              |
| 9  | Fénix                | 37  | 30 | 11 | 4  | 15 | 38 | 42 | −4  |                              |
| 10 | El Tanque Sisley     | 36  | 30 | 10 | 9  | 11 | 35 | 43 | −8  |                              |
| 11 | Wanderers            | 34  | 30 | 10 | 4  | 16 | 40 | 39 | 1   |                              |
| 12 | Atenas de San Carlos | 34  | 30 | 10 | 4  | 16 | 47 | 59 | −12 |                              |
| 13 | Rentistas            | 34  | 30 | 10 | 4  | 16 | 34 | 51 | −17 |                              |
| 14 | Cerro                | 34  | 30 | 10 | 5  | 15 | 32 | 55 | −23 |                              |
| 15 | Tacuarembó           | 31  | 30 | 8  | 7  | 15 | 40 | 50 | −10 |                              |
| 16 | Rampla Juniors       | 31  | 30 | 9  | 4  | 17 | 36 | 55 | −19 |                              |

| Fonte: AUF (em castelhano) |

## Rebaixamento
|    | Clube                | Média | PTS | J  | V  | E  | D  | GP  | GC  | SG  | Resultado final |
| -- | -------------------- | ----- | --- | -- | -- | -- | -- | --- | --- | --- | --------------- |
| 1  | Nacional             | 2,000 | 120 | 60 | 39 | 3  | 18 | 113 | 64  | 49  | Permanecem      |
| 2  | River Plate          | 1,850 | 111 | 60 | 34 | 9  | 17 | 107 | 68  | 39  | Permanecem      |
| 3  | Peñarol              | 1,800 | 108 | 60 | 31 | 15 | 14 | 111 | 62  | 49  | Permanecem      |
| 4  | Danubio              | 1,767 | 106 | 60 | 30 | 13 | 17 | 82  | 65  | 17  | Permanecem      |
| 5  | Wanderers            | 1,583 | 95  | 60 | 28 | 11 | 21 | 101 | 75  | 26  | Permanecem      |
| 6  | Defensor Sporting    | 1,400 | 84  | 60 | 22 | 18 | 20 | 95  | 89  | 6   | Permanecem      |
| 7  | Racing               | 1,400 | 84  | 60 | 25 | 9  | 26 | 86  | 95  | −9  | Permanecem      |
| 8  | Rentistas            | 1,317 | 79  | 60 | 23 | 10 | 27 | 74  | 95  | −21 | Permanecem      |
| 9  | Juventud             | 1,283 | 77  | 60 | 21 | 14 | 25 | 87  | 93  | −6  | Permanecem      |
| 10 | Sud América          | 1,283 | 77  | 60 | 19 | 20 | 21 | 71  | 81  | −10 | Permanecem      |
| 11 | Fénix                | 1,267 | 76  | 60 | 22 | 10 | 28 | 83  | 81  | 2   | Permanecem      |
| 12 | Cerro                | 1,183 | 71  | 60 | 21 | 9  | 30 | 76  | 107 | −31 | Permanecem      |
| 13 | El Tanque Sisley     | 1,150 | 69  | 60 | 18 | 18 | 24 | 73  | 85  | −12 | Permanecem      |
| 14 | Atenas de San Carlos | 1,133 | 34  | 30 | 10 | 4  | 16 | 47  | 59  | −12 | Rebaixados      |
| 15 | Tacuarembó           | 1,033 | 31  | 30 | 8  | 7  | 15 | 40  | 50  | −10 | Rebaixados      |
| 16 | Rampla Juniors       | 1,033 | 31  | 30 | 9  | 4  | 17 | 36  | 55  | −19 | Rebaixados      |

| Fonte: AUF (em castelhano) |

## Fase final
Nacional e Peñarol se classificaram para a fase final do campeonato como campeões do Apertura e do Clausura, respectivamente. Além disso, o Nacional também garantiu vaga por ter sido a equipe com mais pontos na tabela acumulada da temporada. Diante dessa situação, foi disputado um playoff inicial entre as duas equipes. O Nacional seria declarado campeão da temporada em caso de vitória, enquanto o Peñarol precisava vencer o playoff para forçar uma final em dois jogos.

### Semifinal
| 14 de junho de 2015 | Nacional                                                   | 3 – 2 (pro.) | Peñarol                | Montevidéu                                    |  |
| 15:30 (UTC−3)       | - S. Fernández 19' - I. Alonso 32' (pen.) - S. Romero 111' | Relatório    | - L. Aguiar 70', 90+2' | Estádio: Centenario Árbitro: Javier Bentancor |  |

### Final
Como o Nacional, dono da melhor campanha na classificação geral, venceu a semifinal, sagrou-se campeão automaticamente, e a final não precisou ser disputada. O Peñarol, por sua vez, ficou com o vice-campeonato por ter terminado em segundo lugar na classificação geral. Ambos os times garantiram vaga na fase de grupos da Taça Libertadores de 2016.